# Римско-католическая каплица (Опочка)
Опочецкая римско-католическая каплица — недействующая католическая каплица в городе Опочка, Псковская область. Современный адрес — улица Клары Цеткин, 13/6. Объект культурного наследия России регионального значения.

## История
Деревянный молитвенный дом, в обиходе чаще называвшийся и называемый до сих пор костёлом, был построен в 1904 году при настоятеле Псковского костела ксёндзе Гордиевиче на добровольные пожертвования на месте, подаренном опочецким мещанином Владиславом Донатовичем Стульдинским. Автор архитектурного проекта не установлен. Был приписан к псковской церкви Святой Троицы. К 1912 году число прихожан составляло до 100 человек, что составляло около 1 % от общего числа городских жителей. Постоянного ксендза для отправления богослужения при костёле не было, обязанности ксендза исполнял настоятель псковского костёла, приезжавший в Опочку не менее одного раза в год.
По воспоминаниям местной жительницы Н. И. Ульяновой, с 1919 по 1941 год постоянно жившей напротив костёла, в 1920-х на службы собиралось лишь несколько десятков человек. К началу 1930-х все более редкие богослужения прекратились вовсе. Здание пустовало вплоть до самой войны.
Во время оккупации Опочки немецко-фашистскими войсками, летом-осенью 1941 года (по другим сведениям — несколько раньше), из-за нехватки жилья в выгоревшем городе здание было занято жильцами. С этого времени памятник представляет собой трёхквартирный, а после капитального ремонта 1955 года — шестиквартирный жилой дом.
В 1940-х годах в связи с приспособлением под жилье осуществлено внутреннее переоборудование здания: сломаны капитальная стена и перегородки притвора, возведено множество новых перегородок, заложено 3 старых и прорублено 2 новых оконных проёма. Одновременно были утрачены многие архитектурные элементы памятника (башенка-колокольня, псевдоготический портал и пр.), его внутреннее убранство (алтарь, Распятие, религиозная скульптура, орган, исповедальня, скамьи и пр.), колокол, а также ворота и забор, ограждавший территорию со стороны Косьмодемьянской и Болашевской улиц, и большая часть зеленых насаждений.
В 1955—1956 годах сделана новая, гораздо более радикальная перестройка. Фактически, от здания 1904 года уцелели только цоколь и надставленные на несколько венцов (от какой-то разобранной сельской школы) наружные капитальные стены (без штукатурки). Из одноэтажного здание превратилось в двухэтажное, добавились продольные сени-коридор с двумя встроенными лестницами и крыльцами, исчезли старые и появились новые оконные и дверные проемы, внутреннее пространство вновь было полностью перепланировано. В 1970-х годах здание получило стандартную дощатую обшивку. Начиная с 1970-х в непосредственной близости от памятника возводится несколько многоэтажных, кирпичных и блочных зданий. Таким образом, пространственное окружение бывшей каплицы неузнаваемо изменилось.
В 2018 году в здании выполнен ремонт.

## Описание
Здание расположено в угловой части квартала, с довольно значительным (в 7,5 и 8,2 м) отступом от красной линии застройки. Главный, торцовый, фасад обращен к улице Клары Цеткин (Болашевской или Балашовской), боковой — к Красноармейской улице (Косьмодемьянской), перед ним — большой полисадник. Здание двухэтажное (первоначально — одноэтажное с хорами). План прямоугольный, осложнённый выступами трёх позднейших крылец. Главный фасад в 2 оси (первоначально — в 1), боковые — в 4. Размеры здания в плане — 12,95 х 6,6—6,7 м (без пристройки), высота стен до верха карниза — 7,1 м.
По оценкам специалистов, даже в первозданном виде памятник отличался простотой форм и силуэта. Объёмно-пространственное решение, в первую очередь, функционально. Горизонталь вытянутого примерно по оси север-юг, но стройного основного объема под двухскатной пологой железной крышей была уравновешена вертикалью четырёхгранной башенки-колокольни над главным фасадом, обитой тем же листовым железом, с островерхими проёмами, щипцами и пирамидальной кровлей. Её формам вторили высокие кирпичные пилоны ворот, расположенных перед входом в каплицу, на красной линии застройки. Небольшие, высоко помещённые стрельчатые окна имели простые рамочные наличники. После оштукатуривания фасадов (этот приём использовался в местном строительстве при возведении и ремонте деревянных зданий лишь в первые десятилетия XX века) дверной проём, к которому вели высокие ступени крыльца, и подобие готической розынад ним объединил фигурный накладной деревянный портал, завершённый вимпергом. Башенка венчалась крестом, второй латинский крест (на коньке крыши) отмечал алтарную часть здания.
Примерно 3/4 внутреннего пространства занимал белёный, с деревянным полом и 2 рядами скамей, зал. У южной дальней стены, на постаменте в 2 ступени высотой, находился святой престол. В одном из простенков восточной боковой стены стояла исповедальня. Предварявшая зал передняя часть здания была двухъярусной: наверху — открытые хоры с органом, внизу — отделённый перерубом (14 венцов) притвор, состоявший из небольшого коридора с Распятием у левой стены и 2 боковых помещений (в одном из них была лестница на хоры).
Конструкции: фундаменты бутовые ленточные, цоколь кирпичный, снаружи оштукатуренный, стены деревянные брусовые, рубленные в прямую лапу, толщиной 23—25 см, изнутри оштукатуренные, снаружи обшитые вагонкой, перегородки дощатые (капитальные —оштукатурены), пристройка-коридор с внутренними перегородками — стоечно-балочной конструкции, дощатая, полы дощатые, перекрытия деревянные плоские, кровля шиферная щипцовая, фронтоны дощатые, стропила наклонные, фасады выкрашены темной охрой.
По оценкам специалистов, редчайший пример деревянного католического храма на Северо-Западе России. Первоначальные формы характерны для эпохи поздней эклектики. Несмотря на искажённый перестройками облик и многочисленные утраты, является важным объектом местного историко-культурного наследия.